# Victoria Tauli-Corpuz

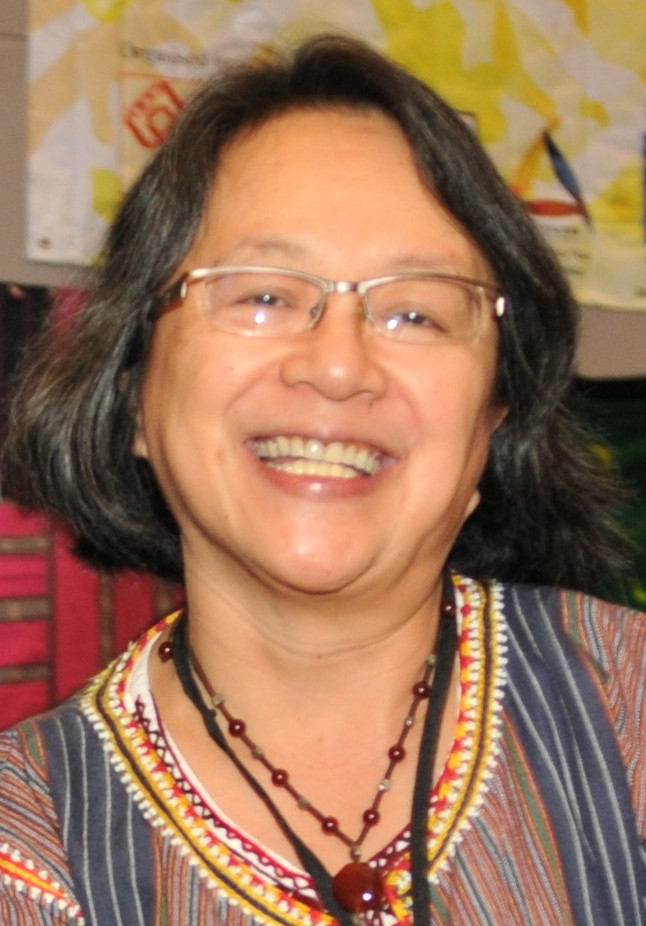
Victoria Tauli-Corpuz (2013)

Victoria Tauli-Corpuz (geboren am 19. Oktober 1952 in Besao) ist eine philippinische Expertin für Entwicklungspolitik, Menschenrechte und die Rechte indigener Völker. Von 2014 bis 2020 war sie UN-Sonderberichterstatterin für die Rechte indigener Völker.

## Herkunft und Ausbildung
Victoria Tauli-Corpuz wurde 1952 in Besao, einer Stadtgemeinde in der philippinischen Provinz Mountain Province, geboren. Sie gehört den Kankanai, einer Gruppe des Volks der Igorot, an, welches auf der Insel Luzon lebt.
Sie schloss 1969 ein sozialwissenschaftliches Studium an der Philippine Science High School in Diliman, Quezon City, ab. 1976 erwarb sie ein Diplom in Pflegewissenschaften an der University of the Philippines in Manila.

## Gesellschaftliche und politische Arbeit
Auf den Philippinen organisierte sie auf lokaler Ebene den Widerstand von indigenen Bewohnern gegen Projekte von Präsident Ferdinand Marcos. So konnte ein Baudammprojekt für ein Wasserkraftwerk am Chico gestoppt werden, welches viele traditionelle Siedlungen unter sich begraben hätte. Sie unterstützte auch Aktionen gegen rechtswidrige, aber von der Regierung protegierte Lizenzvergaben für Abholzungen in angestammten Gebieten der Tinggian an mit dem Regime verbundene Zellulose-Unternehmer, die mit Gewalt durchgesetzt werden sollten. Sie gründete und leitet auf den Philippinen Tebtebba, ein internationales Zentrum für politische Forschung und Ausbildung für Angehörige indigener Völker.
Tauli-Corpuz war von 2005 bis 2010 Vorsitzende des Ständigen Forums für indigene Angelegenheiten der Vereinten Nationen und Berichterstatterin für den 1985 von der UN-Generalversammlung gegründeten Voluntary Fund for Indigenous Populations. Sie war wesentlich an der Formulierung und Inkraftsetzung der UN-Erklärung zu den Rechten indigener Völker von 2007 beteiligt.
Am 2. Juni 2014 übernahm sie das Amt des UN-Sonderberichterstatters für die Rechte indigener Völker von James Anaya. Wesentliche Aufgaben sind hier, mögliche Verstöße gegen die Rechte indigener Völker zu untersuchen und die Umsetzung internationaler Standards in Bezug auf die Rechte indigener Völker zu unterstützen. Im April 2020 gab sie das Amt an ihren Nachfolger José Francisco Calí Tzay vom Volk der Cakchiquel aus Guatemala weiter.
Sie ist Beraterin in Fragen von Indigenenrechten und Geschlechtergerechtigkeit beim Third World Network, einer internationalen Wissenschafts- und Rechtshilfeorganisation, Mitglied des Beratungsgremiums für zivilgesellschaftliche Organisationen beim Entwicklungsprogramm der Vereinten Nationen (UNDP) und Mitglied der deutschen Stiftung World Future Council.

## Ehrungen
Sie war 2009 die erste Preisträgerin der Gabriela-Silang-Auszeichnung, die von der philippinischen Kommission für indigene Völker verliehen wird. 2018 erhielt sie den Gandhi International Peace Award der britischen Gandhi Foundation. Im Jahr 2021 ehrte die Fachzeitschrift Nature sie mit einem Eintrag in ihrer Nature’s-10-Liste als eine der zehn Personen, welche die Wissenschaft in jenem Jahr geprägt haben.